# ジョン・ヨーク (ミュージシャン)
ジョン・ヨーク（John York 1946年8月3日 - ）は、ニューヨーク州ホワイトプレインズ出身のベーシスト、ギタリスト。
シンガー、作曲家そしてギターリストである彼は、1960年代のフォーク・ロック（カントリー・ロック）グループで有名なバーズに1968年から1969年にかけて在籍、ロジャー・マッギン、クラレンス・ホワイトそしてジーン・パーソンズとともに活動、ベースとボーカルを担当した。
彼の歌唱力と楽器の演奏力、そして音楽的才能で、多くの有名なミュージシャンと仕事をする機会に恵まれてきた。サー・ダグラス・クインテット（1968年）、ママス&パパスのツアーバンド（1967年）、ライトニン・ホプキンス（1970年）、ジーン・クラーク（1985年 - 1990年）、リック・ダンコ、リチャード・マニュエル（1985年）、ニッキー・ホプキンス（1985年 - 1986年）、デビッド・キャラダイン（2002年）など、その数を上げるときりがない。
現在はアメリカを中心に、彼の得意とする12弦ギターでコンサート活動を続けている。そしてそれに加え、バリー・マクガイアとともに、ヨーロッパとアメリカを中心に精力的にコンサート活動続けている。

## ディスコグラフィー

### Solo
- Claremont Dragon (1999)
- Arigatou Baby (2006)

### BYRDS
- Dr. Byrds & Mr. Hyde (1969)
- Ballad Of Easy Rider (1969)
- Movie Soundtrack-Candy (1969)
- Greatest Hits Vol.2 (1972)
- Byrds Play Dylan (1980)
- The Byrds Box Set (1990)
- Live At The Fillmore (2000)
- There Is A Season Box Set (2006)

### Sir Douglas Quintet
- Sir Douglas Quintet Is Back (2000)

### Collaborations

#### Barry McGuire & John York
- Trippin The 60’s (2009)
- Songs From The Kitchen (2010)

#### Gene Clark
- Under The Silvery Moon (2003)

#### Skip Battin & John York
- Family Tree(2001)

#### Yukiko Matsuyama & John York
- Koto (2003)

#### Jamie Sams & John York
- Sacred Path Songs (1991, 2001)
- Clan Mother Songs (2004)